# Gåsehaven
|  | Sammenskrivningsforslag Artiklen Gåsehaven er foreslået føjet ind i Marselisborg Skov. (Siden december 2020) Diskutér forslaget |

Gåsehaven er et område i Marselisborg Skov ved Aarhus, hvorfra blandt andet 1900 Stafetten har sin start.
56°6′40.56″N 10°13′38.86″Ø / 56.1112667°N 10.2274611°Ø